# Dennis Drainville
Dennis Paul Drainville (né le 20 février 1954 à Joliette) est un homme politique, enseignant et évêque anglican québécois. Il a été député de la circonscription électorale de Victoria—Haliburton à l'Assemblée législative de l'Ontario de 1990 à 1993. Il a été l'évêque du diocèse de Québec de l'Église anglicane de 2009 à 2017.

## Biographie
Il étudie au Trinity College de l'université de Toronto, où il obtient un baccalauréat ès arts et un Master of Divinity.
Lors de l'élection générale ontarienne de 1977, il est candidat du Parti libéral de l'Ontario dans la circonscription de Riverdale, où il obtient 16,4 % des votes et est défait.
Il est ordonné diacre en 1982, puis prêtre en 1983. En 1984, il est nommé directeur exécutif de STOP 103, un organisme d'aide aux personnes pauvres et marginalisées du centre-ville de Toronto.
Lors de l'élection générale ontarienne de 1990, il est candidat du Nouveau Parti démocratique de l'Ontario et il est élu député de la circonscription de Victoria—Haliburton à l'Assemblée législative de l'Ontario, alors que le NPDO, dirigé par Bob Rae, est porté au pouvoir et forme le gouvernement ontarien. Il est vice-président de l'Assemblée législative en 1992 et 1993. Le 28 avril 1993, il démissionne du caucus gouvernemental à la suite de son désaccord au sujet de la décision du gouvernement de permettre l'ouverture de casinos en Ontario. Il siège alors comme député indépendant. Il démissionne comme député provincial le 27 septembre 1993.
Lors de l'élection fédérale canadienne de 1993, il est candidat indépendant dans la circonscription fédérale de Victoria—Haliburton, où il obtient 6,4 % des votes et est défait.
De septembre 1994 à 2006, il enseigne l'anglais, le théâtre, l'histoire et les sciences sociales au Cégep de la Gaspésie et des Îles.
De 1995 à 2003, il est conseiller municipal de Percé.
Lors de l'élection fédérale canadienne de 1997, il est candidat du Nouveau Parti démocratique dans la circonscription de Bonaventure—Gaspé—Îles-de-la-Madeleine—Pabok, où il obtient 1,7 % des votes et est défait.
Il est élu évêque coadjuteur du diocèse anglican de Québec par un synode électoral le 12 octobre 2007 et il est ordonné à ce poste le 18 janvier 2008. Il devient le douzième évêque du diocèse anglican de Québec le dimanche de la Pentecôte de 2009.
Il est coprésident de Dialogue anglican-catholique romain du Canada.